# Direito ao silêncio
O direito ao silêncio é um princípio jurídico que garante a qualquer indivíduo o direito de se recusar a responder às perguntas dos agentes policiais ou de um juiz. É um direito legal reconhecido, explicitamente ou por convenção, em muitos dos sistemas jurídicos do mundo. É também denominado como direito de permanecer calado ou direito à não auto-incriminação forçada (em latim, nemo tenetur se ipsum accusare).
O direito cobre uma série de questões centradas no direito do acusado ou do réu de se recusar a comentar ou fornecer uma resposta quando questionado, antes ou durante o processo judicial em um tribunal. Pode ser o direito de evitar a autoincriminação ou o direito de permanecer em silêncio quando questionado. O direito pode incluir a disposição de que inferências adversas não podem ser feitas pelo juiz ou júri a respeito da recusa de um réu em responder a perguntas antes ou durante um julgamento, audiência ou qualquer outro procedimento legal. Este direito constitui apenas uma pequena parte dos direitos do acusado como um todo.
A origem do direito ao silêncio é atribuída à contestação de Sir Edward Coke aos tribunais eclesiásticos e seu juramento ex officio. No final do século XVII, foi consagrado na legislação inglesa como uma reação aos excessos das inquisições reais nessas cortes. Nos Estados Unidos, informar os suspeitos de seu direito de permanecerem calados e das consequências de desistir desse direito é uma parte fundamental da advertência de Miranda.

## No mundo
Advertências sobre o direito de permanecer calado são feitas em aproximadamente 108 nações ao redor do mundo.

### Brasil
O Código de Processo Penal Brasileiro afirma em seu artigo 186 que "Depois de devidamente qualificado e cientificado do inteiro teor da acusação, o acusado será informado pelo juiz, antes de iniciar o interrogatório, do seu direito de permanecer calado e de não responder perguntas que lhe forem formuladas". Segundo o parágrafo único do mesmo artigo, "O silêncio, que não importará em confissão, não poderá ser interpretado em prejuízo da defesa".

### Estados Unidos
A Quinta Emenda à Constituição dos Estados Unidos estabelece que nenhuma pessoa será obrigada em qualquer processo criminal a testemunhar contra si mesma. No julgamento, a acusação não pode chamar o réu como testemunha, ou comentar sobre a falta de testemunho do réu. Testemunhar ou não é privilégio exclusivo do réu, embora originalmente não fosse permitido aos réus testemunhar em seu próprio nome. Uma lei de apropriações de 1864 permitiu que os réus o fizessem enquanto eliminava as restrições de raça e o caso da Suprema Corte de 1987, Rock v. Arkansas estabeleceu um "direito constitucional de assumir a posição de testemunha".
Fora do contexto de prisão ou detenção legal, uma pessoa não tem o dever de responder a perguntas policiais. Se o estado buscar coação judicial, a pessoa ainda pode invocar seu direito da Quinta Emenda contra a autoincriminação forçada e se recusar a testemunhar se as respostas às perguntas feitas são potencialmente autoincriminatórias. Somente se o estado lhe conceder imunidade, em um processo formal, de ter qualquer depoimento ou evidência derivada do depoimento usado contra ela, uma pessoa pode ser obrigada a responder sobre uma afirmação deste direito. Se a polícia detém (ou prende) uma pessoa, deve informá-la de que ela tem o direito ao silêncio e a um advogado, entre outros direitos (isso é conhecido como advertência de Miranda). Se a pessoa detida invocar esses direitos, todo o interrogatório deve cessar e, normalmente, nada dito pelo réu em violação desta regra pode ser admitido contra ele no julgamento.
Em 17 de junho de 2013, a Suprema Corte dos Estados Unidos deliberou no processo Salinas v. Texas que, antes de ser preso, um indivíduo deve invocar especificamente o direito da Quinta Emenda de "permanecer em silêncio", caso contrário, o silêncio pode ser usado contra ele no tribunal.

### União Europeia
Na União Europeia, um processo gradual de harmonização das leis de todos os países-membros da União resultou na adoção de uma carta de direitos comum que se aplicará a todos na União Europeia. A lei acordada, também conhecida como "direitos de Reding", que recebe o nome da Comissária de Justiça da União Europeia Viviane Reding, que propôs e negociou a medida para se tornar lei em toda a União Europeia, significará que os suspeitos na União Europeia uma vez detidos receberão um 'projeto de lei de direitos listando seus direitos básicos durante o processo penal. '
O direito europeu garante que as pessoas suspeitas de uma infração penal recebam informações adequadas sobre os seus direitos fundamentais durante o processo penal. Estes são o direito a um advogado; ser informado da cobrança; à interpretação e tradução para quem não compreende a língua do processo; o direito de permanecer em silêncio e ser imediatamente levado a tribunal após a prisão.
Em particular, a lei inclui cinco inovações:
- Os suspeitos devem ser informados de seus direitos após a prisão;
- Eles devem receber uma "carta de direitos" explicando seus direitos por escrito;
- A carta de direitos deve ser em linguagem fácil de entender, sem jargão jurídico;
- Será disponibilizada em um idioma que o suspeito compreende;
- Deverá conter detalhes práticos sobre os direitos da pessoa

Estes direitos constam de uma declaração de direitos, chamada de "direitos de Reding", um documento impresso que é entregue aos suspeitos após a sua detenção e antes de serem interrogados. A legislação da União Europeia, proposta em julho de 2010 pela Comissão Europeia, foi adotada pelo Parlamento Europeu e pelo Conselho da União Europeia em dezembro de 2011. A Diretiva da União Europeia foi publicada oficialmente no Diário Oficial da União Europeia L 142, de 1 de junho de 2012. Começou a entrar em vigor em toda a União Europeia em 2 de junho de 2014.

#### Convenção Europeia dos Direitos Humanos
O conceito de direito ao silêncio não é mencionado especificamente na Convenção Europeia dos Direitos Humanos, mas o Tribunal Europeu dos Direitos Humanos considerou que:
O direito de permanecer em silêncio durante o interrogatório policial e o privilégio contra a autoincriminação são normas internacionais geralmente reconhecidas que estão no cerne da noção de um procedimento justo nos termos do Artigo 6.